# Henning Ramseth
Henning Ramseth (más conocido como Zet) es un músico noruego, compositor de heavy metal, guitarrista y cantante. Ramseth posee su propio estudio de grabación en Hamar, llamado Space Valley Studio, donde ha producido varios discos para otros artistas noruegos.
Es conocido como el líder y fundador de la banda de avant-garde metal Ram-Zet, con la cual se mantuvo en actividad entre 2000 y 2015. Ese mismo año, se incorporó como bajista y tecladista de la banda de black / death metal melódico Vardøger.

## Discografía

### ConRam-Zet
Como Zet:
- Pure Therapy	(200)
- Escape	(2002)
- Intra	(2005)
- Neutralized	(2009)
- Freaks in Wonderland (2012)

### Con Vardøger
- Ghost Notes (2015)

### Como músico invitado

#### Con Criterion
- The Dominant (2005)

#### Con Exposed
- Kneel (2000)

#### Con Lowdown
- Unknown (2003)

#### ConMortal Love
Como Zet:
- All the Beauty... (2002)
- I Have Lost... (2005)
- Forever Will Be Gone (2006)